# Blumea crinita
Blumea crinita là một loài thực vật có hoa trong họ Cúc. Loài này được Arn. mô tả khoa học đầu tiên năm 1836.